# Liste des chansons de Maurice Chevalier
Une chanson de Maurice Chevalier est une chanson interprétée et enregistrée par ce chanteur, des années 1920 à 1970.
- Haut – A
- B
- C
- D
- E
- F
- G
- H
- I
- J
- K
- L
- M
- N
- O
- P
- Q
- R
- S
- T
- U
- V
- W
- X
- Y
- Z
- 0-9

## A
| Titre                             | Date d'enregistrement | Label                 | Commentaire                                           |
| --------------------------------- | --------------------- | --------------------- | ----------------------------------------------------- |
| À Barcelone                       | 14 octobre 1942       | Gramophone            | Avec l'orchestre de Raymond Legrand                   |
| À la française                    | 10 avril 1951         | Polydor               | -                                                     |
| À la gare                         | Juillet 1920          | Pathé                 | -                                                     |
| À la Martinique                   | 1962                  | RCA                   | Reprise d'une chanson de Félix Mayol                  |
| À Las Vegas                       | 1954                  | Decca                 | Enregistré à Londres                                  |
| À minuit précise                  | Avril 1938            | Le Poste Parisien     | De l'opérette Là-haut, en duo avec Christian Duvaleix |
| Ah ! la danse                     | Juillet 1920          | Pathé                 | -                                                     |
| Ah ! Qu'elle est belle            | 18 avril 1946         | -                     | Chanson inédite                                       |
| Ah ! si vous connaissiez ma poule | 3 novembre 1938       | Gramophone            | De la revue Amours de Paris                           |
| Ali-Ben-Baba                      | 14 octobre 1942       | Gramophone            | Avec l'orchestre de Raymond Legrand                   |
| Amuse-toi                         | 1941                  | His Master's Voice    | Éditée en Suisse                                      |
| Anges purs, anges radieux         | Avril 1938            | Le Poste Parisien     | De l'opérette Là-haut                                 |
| Appelez ça comme vous voulez      | 31 octobre 1939       | Gramophone            | -                                                     |
| Après tout                        | 8 novembre 1948       | La Voix de son maître | Avec l'orchestre de Jacques Hélian                    |
| Arc-en-ciel                       | 1941                  | His Master's Voice    | Éditée en Suisse                                      |
| Arthur                            | 31 octobre 1939       | Gramophone            | -                                                     |
| Au paradis                        | 28 et 29 mars 1945    | Gramophone            | Avec l'orchestre de Jacques Hélian                    |
| Avec le sourire                   | Février 1921          | Pathé                 | -                                                     |
| Avec un petit mot gentil          | 25 février 1938       | Gramophone            | -                                                     |

## B
| Titre                   | Date d'enregistrement | Label      | Commentaire                        |
| ----------------------- | --------------------- | ---------- | ---------------------------------- |
| Bonjour les demoiselles | 29 avril 1940         | Gramophone | Chanson inédite                    |
| Bonne année             | 1967                  | CBS        | Dans l'album À 80 berges           |
| Bonsoir Messieurs-Dames | 28 et 29 mars 1945    | Gramophone | Avec l'orchestre de Jacques Hélian |
| Bouboule et moi         | 1923/1924             | Pathé      | En duo avec Georges Milton         |

## C
| Titre                         | Date d'enregistrement | Label                 | Commentaire                         |
| ----------------------------- | --------------------- | --------------------- | ----------------------------------- |
| C'est arrivé                  | 10 février 1937       | Gramophone            | -                                   |
| C'est comme ça                | 3 décembre 1942       | Gramophone            | Avec l'orchestre de Raymond Legrand |
| C'est la fête au pays         | 13 juin 1945          | La Voix de son maître | Avec l'orchestre de Henri Betti     |
| C'est ma bonne                | Février 1921          | Pathé                 | Parodie de Mon homme                |
| C'est mon petit doigt         | 10 mars 1937          | Gramophone            | De la revue Paris en joie           |
| C'est Paris                   | Mars/avril 1923       | Pathé                 | De l'opérette Là-haut               |
| C'est une petite môme         | 14 octobre 1942       | Gramophone            | De la revue Pour toi Paris          |
| C'était un chanteur de charme | 12 octobre 1942       | Gramophone            | De la revue Pour toi Paris          |
| C'était une fille             | Janvier/février 1920  | Pathé                 | -                                   |
| Ça fait d'excellents Français | 31 octobre 1939       | Gramophone            | -                                   |
| Ça s'est passé un dimanche    | 7 juillet 1939        | Gramophone            | -                                   |
| Ça sent si bon la France      | 18 novembre 1941      | Gramophone            | -                                   |
| Chanson pour moi              | Juillet 1920          | Pathé                 | -                                   |
| Cœur en chômage               | 10 novembre 1938      | Gramophone            | -                                   |
| Couplets de "Là-haut"         | Mars/avril 1923       | Pathé                 | De l'opérette Là-haut               |

## D
| Titre                           | Date d'enregistrement | Label      | Commentaire                               |
| ------------------------------- | --------------------- | ---------- | ----------------------------------------- |
| Dans la vie faut pas s'en faire | Octobre 1921          | Pathé      | De l'opérette Dédé, en duo avec Urban     |
| Dans un coin de Paname          | 7 décembre 1937       | Gramophone | -                                         |
| Dis-moi                         | Mars 1920             | Pathé      | -                                         |
| Duo des inséparables            | Mars/avril 1923       | Pathé      | De l'opérette Là-haut, en duo avec Dranem |

## E
| Titre                | Date d'enregistrement | Label | Commentaire              |
| -------------------- | --------------------- | ----- | ------------------------ |
| Elle ne sait pas     | Janvier/février 1920  | Pathé | -                        |
| En 1925              | 1967                  | CBS   | Dans l'album À 80 berges |
| English Soldier      | Septembre 1920        | Pathé | -                        |
| Et tout c'qu'il faut | 1920                  | Pathé | -                        |

## F
| Titre                            | Date d'enregistrement | Label                 | Commentaire                        |
| -------------------------------- | --------------------- | --------------------- | ---------------------------------- |
| Fantaisies sur les petits païens | Septembre 1920        | Pathé                 | -                                  |
| Faut jamais dire ça aux femmes   | Février 1921          | Pathé                 | -                                  |
| Femmes de France                 | 8 novembre 1948       | La Voix de son maître | Avec l'orchestre de Jacques Hélian |
| Fleur de Paris                   | 28 et 29 mars 1945    | Gramophone            | Avec l'orchestre de Jacques Hélian |

## G
| Titre       | Date d'enregistrement | Label | Commentaire              |
| ----------- | --------------------- | ----- | ------------------------ |
| Grandfather | 1967                  | CBS   | Dans l'album À 80 berges |

## H
| Titre   | Date d'enregistrement | Label      | Commentaire                 |
| ------- | --------------------- | ---------- | --------------------------- |
| Hello ! | 18 avril 1946         | -          | Chanson inédite             |
| Honoré  | 3 novembre 1938       | Gramophone | De la revue Amours de Paris |

## I
| Titre                                      | Date d'enregistrement | Label      | Commentaire              |
| ------------------------------------------ | --------------------- | ---------- | ------------------------ |
| I'm Gonna Shine Today                      | 1967                  | CBS        | Dans l'album À 80 berges |
| Il pleurait                                | 7 juillet 1939        | Gramophone | Du film Pièges           |
| You in my Dreams (Chaque chose à sa place) | 19 mai 1947           | RCA Victor | Enregistrée à New York   |

## J
| Titre                           | Date d'enregistrement | Label      | Commentaire                                                           |
| ------------------------------- | --------------------- | ---------- | --------------------------------------------------------------------- |
| J'ai du cinéma                  | Septembre 1920        | Pathé      | -                                                                     |
| J'n'ose pas                     | Janvier/février 1920  | Pathé      | -                                                                     |
| J'ose pas                       | Octobre 1921          | Pathé      | Dédé                                                                  |
| Jamais en colère                | Septembre 1920        | Pathé      | -                                                                     |
| Jamais ma femme                 | 7 décembre 1937       | Gramophone | -                                                                     |
| Je m'donne                      | Octobre 1921          | Pathé      | Dédé                                                                  |
| Je ne peux pas vivre sans amour | Décembre 1921         | Pathé      | -                                                                     |
| Je ne vous dis que ça           | Septembre 1920        | Pathé      | Adaptation française de la chanson You'd be surprised d'Irving Berlin |
| Je vais sur mon chemin          | 25 février 1947       | Gramophone | Avec l'orchestre de Jacques Hélian                                    |
| Je vous revois, Madame          | 10 avril 1936         | Gramophone | Du film Le Vagabond bien-aimé                                         |
| Jim, Jim, Jim                   | 28 et 29 mars 1945    | Gramophone | Avec l'orchestre de Jacques Hélian                                    |
| Just a Bum (Ma pomme)           | 21 avril 1947         | RCA Victor | Enregistrée à New York                                                |

## L
| Titre                              | Date d'enregistrement | Label                 | Commentaire                                     |
| ---------------------------------- | --------------------- | --------------------- | ----------------------------------------------- |
| L’œil assassin                     | Septembre 1920        | Pathé                 | -                                               |
| L'un dans l'autre                  | Mars 1920             | Pathé                 | -                                               |
| Là-haut                            | Avril 1938            | Le Poste Parisien     | De l'opérette Là-haut                           |
| La Cane du Canada                  | 8 novembre 1948       | La Voix de son maître | Avec l'orchestre de Jacques Hélian              |
| La Chanson du maçon                | 18 novembre 1941      | Gramophone            | -                                               |
| La chanson populaire               | 13 juin 1945          | Gramophone            | Avec l'orchestre de Henri Betti                 |
| La choupetta                       | 24 octobre 1941       | Gramophone            | -                                               |
| La dame du cinéma                  | Juillet 1920          | Pathé                 | -                                               |
| La femme et l'amour                | Mars 1920             | Pathé                 | -                                               |
| La Fête à Neu-Neu                  | 4 avril 1944          | Gramophone            | Avec l'orchestre de Raymond Legrand             |
| La java en mineur                  | 25 février 1938       | Gramophone            | -                                               |
| La leçon de piano                  | 4 avril 1944          | Gramophone            | Avec l'orchestre de Raymond Legrand             |
| La Polka des barbus                | 12 octobre 1942       | Gramophone            | De la revue Pour toi Paris                      |
| La poupée animée                   | Juillet 1920          | Pathé                 | -                                               |
| La petite dame de l'expo           | 3 novembre 1938       | Gramophone            | -                                               |
| La symphonie des semelles de bois  | 3 décembre 1942       | Gramophone            | Avec l'orchestre de Raymond Legrand             |
| L'amour est passé près de vous     | 13 avril 1937         | Gramophone            | De la revue Paris en joie                       |
| Le bon système                     | 10 avril 1936         | Gramophone            | Du film Le Vagabond bien-aimé                   |
| Le chapeau de Zozo                 | 20 octobre 1936       | Gramophone            | Du film Avec le sourire                         |
| Le nom de celles qu'on aime        | 29 avril 1940         | Gramophone            | Chanson inédite                                 |
| Le p'tit père La Taupe             | 13 juin 1945          | La Voix de son maître | Avec l'orchestre de Henri Betti                 |
| Le régiment des jambes Louis XV    | 24 octobre 1941       | Gramophone            | -                                               |
| Les deux moitiés du monde          | 7 juillet 1939        | Gramophone            | -                                               |
| Les Français                       | 1967                  | CBS                   | Dans l'album À 80 berges                        |
| Les jazz bands                     | Mars 1920             | Pathé                 | Première chanson française à mentionner le jazz |
| Les moutons                        | 7 décembre 1937       | Gramophone            | -                                               |
| Les mots qu'on voudrait dire       | 2 décembre 1936       | Gramophone            | -                                               |
| Les petites femmes de rien du tout | Janvier/février 1920  | Pathé                 | -                                               |
| Les Roudoudous                     | 28 et 29 mars 1945    | Gramophone            | Avec l'orchestre de Jacques Hélian              |
| Louise                             | 21 avril 1947         | RCA Victor            | Enregistrée à New York                          |
| Loulou                             | 14 octobre 1942       | Gramophone            | De la revue Pour toi Paris                      |

## M
| Titre                            | Date d'enregistrement | Label             | Commentaire                                          |
| -------------------------------- | --------------------- | ----------------- | ---------------------------------------------------- |
| Ma pamplemousse                  | 7 décembre 1937       | Gramophone        | -                                                    |
| Ma pomme                         | 20 octobre 1936       | Gramophone        | Du film L'Homme du jour                              |
| Mais je l'aime encore            | Avril 1938            | Le Poste Parisien | De l'opérette Là-haut, en duo avec Gabrielle Ristori |
| Mandarinade (chanson chinoise)   | 13 juin 1945          | Gramophone        | Avec l'orchestre de Henri Betti                      |
| La Marche de Ménilmontant        | 12 octobre 1942       | Gramophone        | De la revue Pour toi Paris                           |
| Marie fait si bien ça            | 18 avril 1946         | Gramophone        | Avec l'orchestre de Jacques Hélian                   |
| Marylou                          | 10 mars 1937          | Gramophone        | -                                                    |
| Mes demoiselles                  | Février 1921          | Pathé             | -                                                    |
| Mimile (Un gars de Ménilmontant) | 24 novembre 1939      | Gramophone        | -                                                    |
| Moi je vous l'dis                | 13 avril 1937         | Gramophone        | -                                                    |
| Monotonie                        | 28 et 29 mars 1945    | Gramophone        | Avec l'orchestre de Jacques Hélian                   |
| Mon amour                        | 7 juillet 1939        | Gramophone        | Du film Pièges                                       |
| Mon idole                        | 1967                  | CBS               | Dans l'album À 80 berges                             |
| Mon vieux Paris                  | 20 octobre 1936       | Gramophone        | -                                                    |

## N
| Titre        | Date d'enregistrement | Label      | Commentaire                           |
| ------------ | --------------------- | ---------- | ------------------------------------- |
| Notre espoir | 24 octobre 1941       | Gramophone | -                                     |
| Notre Paris  | 1969                  | DiscAZ     | Dernier 45 tours de Maurice Chevalier |

## O
| Titre                                                                    | Date d'enregistrement | Label              | Commentaire                                                               |
| ------------------------------------------------------------------------ | --------------------- | ------------------ | ------------------------------------------------------------------------- |
| Oh! Maurice                                                              | Janvier/février 1920  | Pathé              | -                                                                         |
| On est comme on est                                                      | 3 novembre 1938       | Gramophone         | -                                                                         |
| On the Level, You're a Little Devil (But I'll Soon Make an Angel of You) | 21 mars 1919          | His Master's Voice | Premier enregistrement de Maurice Chevalier, effectué à Hayes, Angleterre |
| On veut tant s'aimer                                                     | 1941                  | His Master's Voice | Éditée en Suisse                                                          |
| Ose Anna                                                                 | Mars/avril 1923       | Pathé              | De l'opérette Là-haut                                                     |
| Oui mais ... les plus belles                                             | 23 janvier 1940       | Gramophone         | Avec l'orchestre de Ray Ventura                                           |

## P
| Titre                               | Date d'enregistrement | Label                 | Commentaire                        |
| ----------------------------------- | --------------------- | --------------------- | ---------------------------------- |
| Paris sera toujours Paris           | 24 novembre 1939      | Gramophone            | -                                  |
| Partout c'est l'amour               | 3 novembre 1938       | Gramophone            | -                                  |
| Pas pour moi                        | 1920                  | Pathé                 | -                                  |
| Paulette                            | 3 novembre 1938       | Gramophone            | De la revue Amours de Paris        |
| Place Pigalle                       | 18 avril 1946         | Gramophone            | Avec l'orchestre de Jacques Hélian |
| Pot-pourri Cole Porter              | 1967                  | CBS                   | Dans l'album À 80 berges           |
| Pot-pourri franco-anglais           | 1967                  | CBS                   | Dans l'album À 80 berges           |
| Pour bien réussir dans la chaussure | Octobre 1921          | Pathé                 | Dédé                               |
| Pour les amants ...                 | 25 février 1947       | Gramophone            | Du film Le silence est d'or        |
| Pour toi Paris                      | 12 octobre 1942       | Gramophone            | De la revue Pour toi Paris         |
| Pourvu que je vive encore           | Juin 1920             | Pathé                 | -                                  |
| Prenez le temps d'aimer             | 31 octobre 1939       | Gramophone            | -                                  |
| Pruneaux-figues                     | Septembre 1920        | Pathé                 | -                                  |
| Prière                              | 8 novembre 1948       | La Voix de son maître | Avec l'orchestre de Jacques Hélian |

## Q
| Titre                            | Date d'enregistrement | Label      | Commentaire                        |
| -------------------------------- | --------------------- | ---------- | ---------------------------------- |
| Quai de Bercy                    | 18 avril 1946         | Gramophone | Avec l'orchestre de Jacques Hélian |
| Quand y'a une femme dans un coin | Octobre/novembre 1921 | Pathé      | En duo avec Jane Myro              |

## R
| Titre           | Date d'enregistrement | Label      | Commentaire                        |
| --------------- | --------------------- | ---------- | ---------------------------------- |
| Rien qu'un soir | 28 et 29 mars 1945    | Gramophone | Avec l'orchestre de Jacques Hélian |

## S
| Titre                                | Date d'enregistrement | Label                 | Commentaire                                 |
| ------------------------------------ | --------------------- | --------------------- | ------------------------------------------- |
| Si c'est ça la musique à papa        | 1967                  | CBS                   | Dans l'album À 80 berges                    |
| Si j'avais su                        | Octobre/novembre 1921 | Pathé                 | De l'opérette Dédé, en duo avec Alice Cocéa |
| Si j'étais papa                      | 10 février 1937       | Gramophone            | -                                           |
| Si j'étais le père Noël              | 1967                  | CBS                   | Dans l'album À 80 berges                    |
| Si les femmes étaient toutes fidèles | Janvier/février 1920  | Pathé                 | -                                           |
| Si vous n'aimez pas ça               | Mars/avril 1923       | Pathé                 | De l'opérette Là-haut                       |
| Soir de fête                         | 8 novembre 1948       | La Voix de son maître | Avec l'orchestre de Jacques Hélian          |

## T
| Titre                       | Date d'enregistrement | Label              | Commentaire                   |
| --------------------------- | --------------------- | ------------------ | ----------------------------- |
| Toi ... toi ... toi         | 24 octobre 1941       | Gramophone         | -                             |
| Tous bolchévistes           | Février 1921          | Pathé              | -                             |
| Tout en dansant le fox-trot | Juin 1920             | Pathé              | -                             |
| Tzinga-Doodle-Day           | 10 avril 1936         | His Master's Voice | Du film Le Vagabond bien-aimé |

## U
| Titre                      | Date d'enregistrement | Label                 | Commentaire                        |
| -------------------------- | --------------------- | --------------------- | ---------------------------------- |
| Une brune, une blonde      | 23 janvier 1940       | Gramophone            | Avec l'orchestre de Ray Ventura    |
| Un p'tit air               | 3 novembre 1938       | Gramophone            | De la revue Amours de Paris        |
| Un p'tit sourire mam'zelle | 8 novembre 1948       | La Voix de son maître | Avec l'orchestre de Jacques Hélian |

## V
| Titre                            | Date d'enregistrement | Label              | Commentaire               |
| -------------------------------- | --------------------- | ------------------ | ------------------------- |
| Vingt ans (At the Age of Twenty) | 22 avril 1947         | RCA Victor         | Enregistrée à New York    |
| Vous et moi                      | 10 février 1937       | Gramophone         | De la revue Paris en joie |
| Vous ne direz pas toujours non   | 1941                  | His Master's Voice | Éditée en Suisse          |
| Vous valez mieux qu'un sourire   | 20 octobre 1936       | Gramophone         | Avec Jean Wiener au piano |

## W
| Titre                        | Date d'enregistrement | Label      | Commentaire            |
| ---------------------------- | --------------------- | ---------- | ---------------------- |
| Weeping Willie (Il pleurait) | 21 avril 1947         | RCA Victor | Enregistrée à New York |

## Y
| Titre                             | Date d'enregistrement | Label              | Commentaire                                              |
| --------------------------------- | --------------------- | ------------------ | -------------------------------------------------------- |
| Y'a du bonheur pour tout le monde | 2 décembre 1936       | Gramophone         | Du film Avec le sourire                                  |
| Y'a d'la joie                     | 10 février 1937       | Gramophone         | Écrite par Charles Trenet et créée par Maurice Chevalier |
| Yacka Hula Hickey Dula            | Février 1921          | Pathé              | -                                                        |
| You Look So Sweet, Madame         | 10 avril 1936         | His Master's Voice | Du film Le Vagabond bien-aimé                            |

## 0-9
| Titre          | Date d'enregistrement | Label      | Commentaire                           |
| -------------- | --------------------- | ---------- | ------------------------------------- |
| 1, 2, 3, 4     | 18 avril 1946         | Gramophone | Avec l'orchestre de Jacques Hélian    |
| 68 ans d'amour | 1969                  | DiscAZ     | Dernier 45 tours de Maurice Chevalier |